# Evangeliar von Lemberg

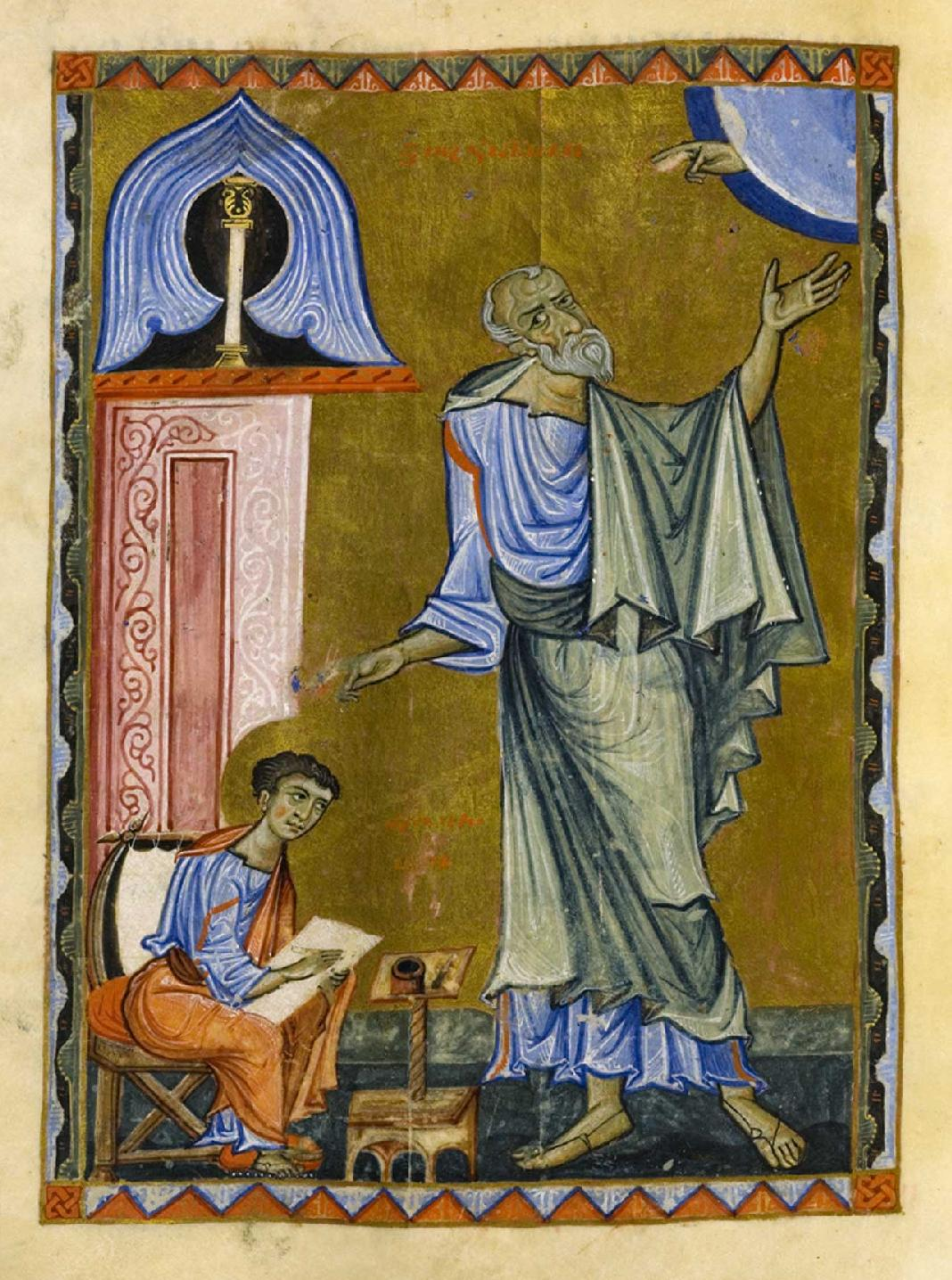
Miniatur des Evangeliars von Lemberg

Das Evangeliar von Lemberg ist eine mittelalterliche armenische Bilderhandschrift des 12. Jahrhunderts. Das Evangeliar wurde im Kloster Skevra geschaffen. Heute wird es in der Biblioteka Narodowa, der polnischen Nationalbibliothek in Warschau, aufbewahrt.

## Beschreibung
Das Manuskript wurde in armenischer Sprache abgefasst und umfasst 446 Blätter der Größe 290 × 220 mm. Es wurde von einem Mönch namens Gregor (Grigor Skevratsi) für das Kloster Skevra in der Nähe von Lambron, armenisch Kilikien zusammengestellt. Die Miniaturen sind typisch für den Stil der armenisch kilikischen Illumination jener Zeit. Es wird vom Schreiber und Illuminator Gregor auf das Jahr 647 der armenischen Zeitrechnung datiert, was dem Zeitraum vom 31. Januar 1198 bis zum 30. Januar 1199 entspricht.
Es wurde über Jahrhunderte bis 1945 in der Schatzkammer der armenischen Kathedrale in Lemberg aufbewahrt, weshalb es den Namen Evangeliar von Lemberg trägt. Nach 1945 wurde es heimlich nach Krakau gebracht und in der Benediktinerabtei Tyniec aufgehoben. In den 1980er Jahren wurde es vom Primas von Polen Józef Glemp dem Erzbischöflichen Archiv zu Gniezno übergeben.
Günter Prinzing, Professor für Byzantinistik am Historischen Seminar der Universität Mainz, konnte das verschollene Evangeliar 1993 identifizieren. Nach einer Konservation im Gutenberg-Museum Mainz kam das Manuskript nach Polen zurück.